# عائلة بن لادن
والد أسامة بن لادن هو المقاول الشهير محمد بن لادن، الذي حضر إلى جدة من اليمن، حضرموت قرية رباط باعشن عام 1930م، ولم تمض سنوات قليلة حتى تحول محمد بن لادن من مجرد حمَّال في ميناء جدة إلى أكبر مقاول إنشاءات في المملكة العربية السعودية. تكفَّل عام 1969م بإعادة بناء المسجد الأقصى بعد الحريق الذي تعرّض له، وساهم في التوسعة الأولى للحرمين الشريفين.. ونسجت حول أعمال الأسرة الخيرية العديد من الحكايات التي تحرك الوجدان العربي من مثل أن الأسرة قد ساهمت بالتوسعة الأولى للمسجد الحرام مقابل ريال واحد فقط؛ طمعًا في الفوز بأجر وثواب الآخرة.
توفِّي الوالد إثر اصطدام طائرته المروحية بجبل في الطائف، وعمر أسامة حينها 9 سنوات، وترك محمد بن لادن عند وفاته عام 1968م ثروة تقدر بمئات ملايين الدولارات حسب ما ذكرت "الواشنطن بوست"، وتولَّى ابنه البكر سالم الإشراف عليها إلى أن قُتل عام 1988م، حين تحطمت طائرته الخاصة في تكساس بالولايات المتحدة الأمريكية.
ويقدر نصيب أسامة بن لادن من ثروة والده بـ 300 مليون دولار حسب المرجع السابق.
غير أن نشاطات أسامة التي تعرفها الولايات المتحدة بأنها إرهابية لم تؤثر ألبتة على أعمال آل بن لادن المزدهرة. رغم أن علاقات الأسرة الاجتماعية به لم تنقطع حتى بعد سحب الجنسية السعودية منه، فقد حضر بعض أفراد العائلة ومن بينهم والدته حفل زفاف أحد أبنائه في معقله الذي نقلته بعض الفضائيات واهتمت به وذلك في يناير1990. ومما يثبت هذه الثقة التي تحظى بها عائلة بن لادن أن مجموعتها نفذت عام 1998م مشروعا لبناء مجمع بكلفة 150 مليون دولار في خرج (جنوب الرياض) لحوالي 4300 عسكري أمريكي متمركزين في السعودية.